# The Ragpicker's Dream
The Ragpicker's Dream är Mark Knopflers tredje soloalbum och utkom 2002. Det blev sjua på UK Albums Chart.

## Låtlista
Samtliga låtar skrivna av Mark Knopfler.
1. "Why Aye Man" - 6:16
2. "Devil Baby" - 4:07
3. "Hill Farmer's Blues" - 3:47
4. "A Place Where We Used to Live" - 4:36
5. "Quality Shoe" - 3:58
6. "Fare Thee Well Northumberland" - 6:31
7. "Marbletown" - 3:36
8. "You Don't Know You're Born" - 5:23
9. "Coyote" - 5:58
10. "The Ragpicker's Dream" - 4:23
11. "Daddy's Gone to Knoxville" - 2:50
12. "Old Pigweed" - 4:35

### Limited Edition Bonus CD
1. "Why Aye Man" (live från Shepherds Bush Empire -02, med delar av Dire Straits)
2. "Quality Shoe" (live från Shepherds Bush Empire -02, med delar av Dire Straits)
3. "Sailing to Philadelphia" (live från Toronto -01)
4. "Brothers in Arms" (live från Toronto -01)
5. "Why Aye Man" (utökad video)

## Medverkande
- Mark Knopfler - gitarr, sång
- Richard Bennett - gitarr
- Jim Cox - piano, Hammondorgel
- Glenn Worf - bas
- Chad Cromwell - trummor

Övriga:
- Glen Duncan - fiol på låt 11
- Guy Fletcher - keyboard, sång på låt 8
- Paul Franklin - pedal steel guitar på låt 3, 5 och 10
- Mike Henderson - munspel på låt 5
- Tim Healy - sång på låt 1
- Jimmy Nail - sång på låt 1

## Produktion
- Producenter - Mark Knopfler, Chuck Ainlay
- Inspelning och mixning - Chuck Ainlay
- Övriga engineers - John Saylor, Jon Bailey, Jake Jackson
- Mastering - Tony Cousins
- Art Direction - Stephen Walker, Neil Kellerhouse
- Design - Neil Kellerhouse
- Omslagsfoto - Elliott Erwitt/Magnus Photos
- Övriga foton - Ken Sharp